# Lamjung (dystrykt)

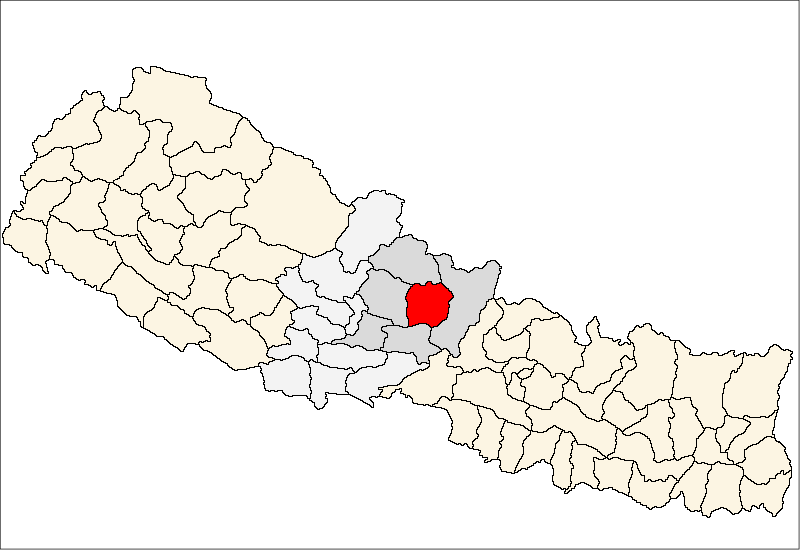
Dystrykt Lamjung

Dystrykt Lamjung (nep. लमजुङ) – jeden z siedemdziesięciu pięciu dystryktów Nepalu. Leży w strefie Gandaki. Dystrykt ten zajmuje powierzchnię 1692 km², w 2001 r. zamieszkiwało go 177 149 ludzi. Stolicą jest Besishahar.